# Chersotis rectangula
Chersotis rectangula är en fjärilsart som beskrevs av Ignaz Schiffermüller 1775. Chersotis rectangula ingår i släktet Chersotis och familjen nattflyn. Inga underarter finns listade i Catalogue of Life.